# Griekenland op het Eurovisiesongfestival 2020
Griekenland zou deelnemen aan het Eurovisiesongfestival 2020 in Rotterdam, Nederland. Het zou de 41ste deelname van het land aan het Eurovisiesongfestival geweest zijn. De ERT was verantwoordelijk voor de Griekse bijdrage van 2020.

## Selectieprocedure
Op 3 februari 2020 maakte de Griekse openbare omroep tijdens een persconferentie bekend dat Stefania Liberakakis Griekenland zou gaan vertegenwoordigen op het Eurovisiesongfestival. De titel van het nummer, SUPERG!RL, werd ook meteen vrijgegeven. De muziek en tekst was van de hand van Dimitris Kontopoulos en Arcade. Sharon Vaughn schreef ook mee aan de tekst.
In 2016 vertegenwoordigde Stefania Nederland nog op het Junior Eurovisiesongfestival als lid van de groep Kisses. 

## In Rotterdam
In Rotterdam zou Griekenland aantreden tijdens de tweede halve finale, op donderdag 14 mei 2020. Het Eurovisiesongfestival 2020 werd evenwel geannuleerd vanwege de COVID-19-pandemie.
1974 · 1975 · 1976 · 1977 · 1978 · 1979 · 1980 · 1981 · 1982 · 1983 · 1984 · 1985 · 1986 · 1987 · 1988 · 1989 · 1990 · 1991 · 1992 · 1993 · 1994 · 1995 · 1996 · 1997 · 1998 · 1999-2000 · 2001 · 2002 · 2003 · 2004 · 2005 · 2006 · 2007 · 2008 · 2009 · 2010 · 2011 · 2012 · 2013 · 2014 · 2015 · 2016 · 2017 · 2018 · 2019 · 2020 · 2021 · 2022 · 2023 · 2024 · 2025
Albanië · Armenië · Australië · Azerbeidzjan · België · Bulgarije · Cyprus · Denemarken · Duitsland · Estland · Finland · Frankrijk · Georgië · Griekenland · Ierland · IJsland · Israël · Italië · Kroatië · Letland · Litouwen · Malta · Moldavië · Nederland · Noord-Macedonië · Noorwegen · Oekraïne · Oostenrijk · Polen · Portugal · Roemenië · Rusland · San Marino · Servië · Slovenië · Spanje · Tsjechië · Verenigd Koninkrijk · Wit-Rusland · Zweden · Zwitserland